# Historia de un oso
Historia de un oso é um filme em animação chileno de 2014 dirigido por Gabriel Osorio Vargas e produzido por Pato Escala Pierart.  Foi vencedor do Oscar de melhor curta-metragem de animação de 2016.